# タンネンベルク作戦

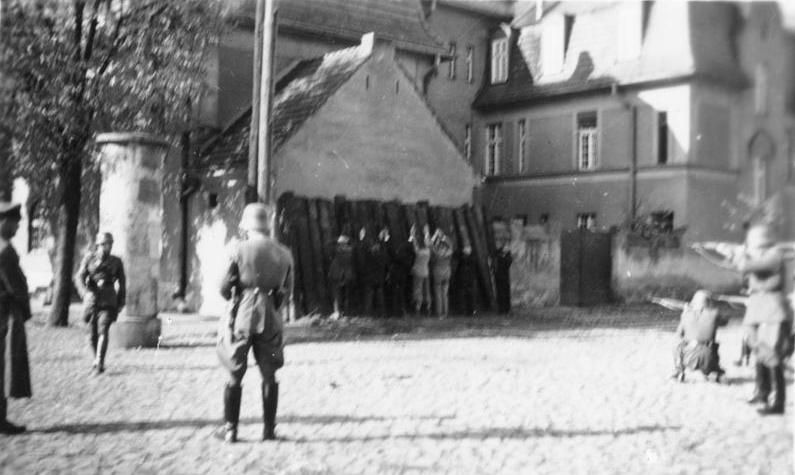
タンネンベルク作戦

タンネンベルク作戦（タンネンベルクさくせん、ドイツ語: Unternehmen Tannenberg）は、ナチス・ドイツの東方植民地化計画の一部で、第二次世界大戦におけるポーランド人の絶滅計画の秘匿名称。ポーランド人逮捕者リスト (Sonderfahndungsbuch Polen) には約61,000人のポーランド人活動家、知識人、俳優、元将校が収載され、これらの人々は逮捕・抑留、あるいは銃殺された。逮捕者リストはドイツ系ポーランド人（民族ドイツ人）の支援によって作成されたものである。
作戦計画は既に1939年5月に立てられ、アドルフ・ヒトラーの個人的な命令により、「タンネンベルク」と称された組織が国家保安本部に作られた。タンネンベルクは保安警察と親衛隊保安諜報部 の特別行動部隊に指揮された。特別行動部隊の役割は、ポーランド人逮捕者リストに記載された人々を速やかに逮捕することだった。
まず、開戦前の1939年8月に第1段階としてドイツ国内に活動するポーランド系少数民族の団体の活動家約2,000人が逮捕・殺害された。作戦の第2段階は1939年9月1日から10月にかけて行われ、特別行動部隊、国防軍部隊、親衛隊による760箇所の大量虐殺によって少なくとも20,000人のポーランド人が犠牲となった。そのほか、ポーランドのドイツ系住民で構成された自衛団 (Selbstschutz) が作られており、団員は開戦前にドイツ本国で陽動作戦やゲリラ戦の訓練を受けていた。自衛団はタンネンベルク作戦とその前後に数多くのポーランド人を虐殺した。そのあまりの悪評から、ポーランド侵攻作戦が終わった後1940年春までに国家社会主義ドイツ労働者党当局によって解散させられた。

## 関連事項
- ポーランド侵攻
- 自衛団
- タンネンベルク
- ラインハルト・ハイドリヒ